# Oče na službenem potovanju
Oče na službenem potovanju (tudi Oče na službeni poti, srbohrvaško Otac na službenom putu, Отац на службеном путу) je jugoslovanski komično-dramski film iz leta 1985, ki ga je režiral Emir Kusturica po scenariju Abdulaha Sidrana. V glavnih vlogah nastopajo Moreno De Bartoli, Miki Manojlović, Mirjana Karanović, Mustafa Nadarević, Mira Furlan, Davor Dujmović, Predrag Laković in Pavle Vujisić. Dogajanje je postavljeno v čas povojne Jugoslavije in delovanja Informbiroja ter pripoveduje zgodbo s perspektive dečka Malika, katerega očeta Mešo (Manojlović) oblasti pošljejo v delovno taborišče. Film je producirala sarajevski družbi Centar Film in Forum Sarajevo.
Film je bil premierno prikazan 15. januarja 1985 v Jugoslaviji in 12. septembra v Zahodni Nemčiji. Naletel je na dobre ocene kritikov in bil na Filmskem festivalu v Cannesu kot prvi jugoslovanski film nagrajen z glavno nagrado zlata palma, prejel pa je tudi nagrado Mednarodnega združenja filmskih kritikov. Izbran je bil za jugoslovanskega kandidata za oskarja za najboljši tujejezični film na 58. podelitvi in bil nominiran za oskarja. Na Filmskem festivalu v Pulju je bil nagrajen z veliko zlato areno za najboljši film in zlato areno za najboljšo igralko (Karanović), National Board of Review pa ga je uvrstil med najboljše tuje filme leta. Nominiran je bil še za zlati globus za najboljši tuji film in nagrado David di Donatello za najboljšo režijo.

## Vloge
- Miki Manojlović kot Marko Dren
- Lazar Ristovski kot Petar »Blacky« Popara
- Mirjana Joković kot Natalija Zovkov
- Slavko Štimac kot Ivan Dren
- Ernst Stötzner kot Franz
- Srđan Todorović kot Jovan Popara
- Mirjana Karanović kot Vera
- Danilo Stojković kot dedek
- Bora Todorović kot Golub
- Davor Dujmović kot Bata
- Mirsad Tuka kot preiskovalec
- Predrag Zagorac kot Tomislav